# Pyrus communis
Lê châu Âu (danh pháp khoa học: Pyrus communis) là loài thực vật có hoa trong họ Hoa hồng. Loài này được Carl von Linné miêu tả khoa học đầu tiên năm 1753. Đây là loài lê bản địa miền trung và miền đông châu Âu và Tây Nam Á.
Đây là một trong những loại trái cây quan trọng nhất của vùng ôn đới, là loài mà hầu hết các giống lê trồng được trồng ở Châu Âu, Bắc Mỹ và Úc đã được phát triển. Hai loài lê khác, lê Nashi (Pyrus pyrifolia) và lê trắng Trung Quốc (Pyrus × bretschneideri, tiếng Trung: 白梨; pinyin: báilí; Hán-Việt: bạch lê) được trồng rộng rãi hơn ở Đông Á.
Phân loài của Pyrus communis
- Pyrus communis  subsp. caucasica (đồng nghĩa: Pyrus caucasica) —lê Kavkaz
- Pyrus communis subsp. communis (các giống gieo trồng như Beurre d'Anjou, Bartlett và Beurre Bosc).
- Pyrus communis subsp. pyraster (đồng nghĩa: Pyrus pyraster) — lê rừng châu Âu, lê dại châu Âu

## Hình ảnh

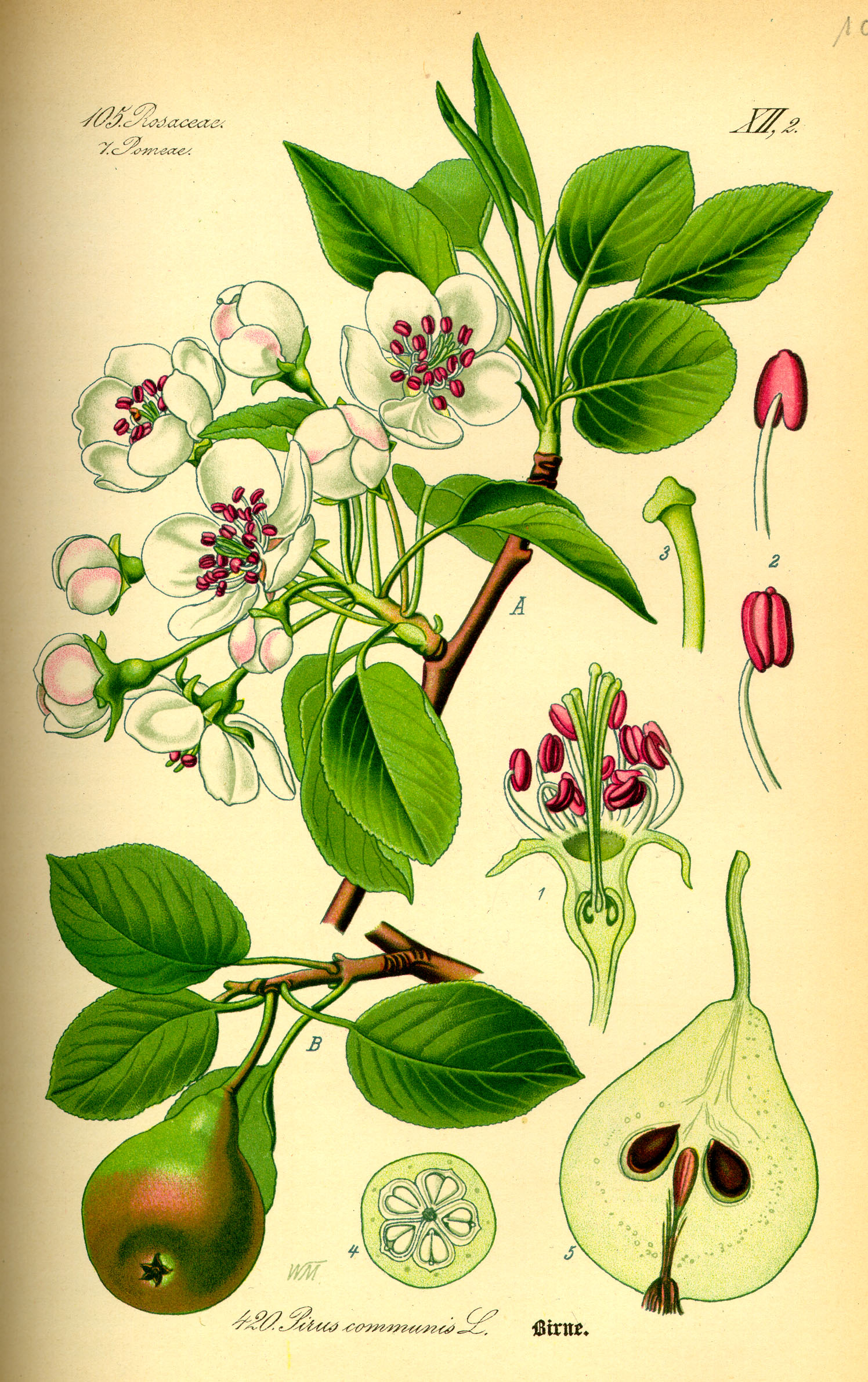
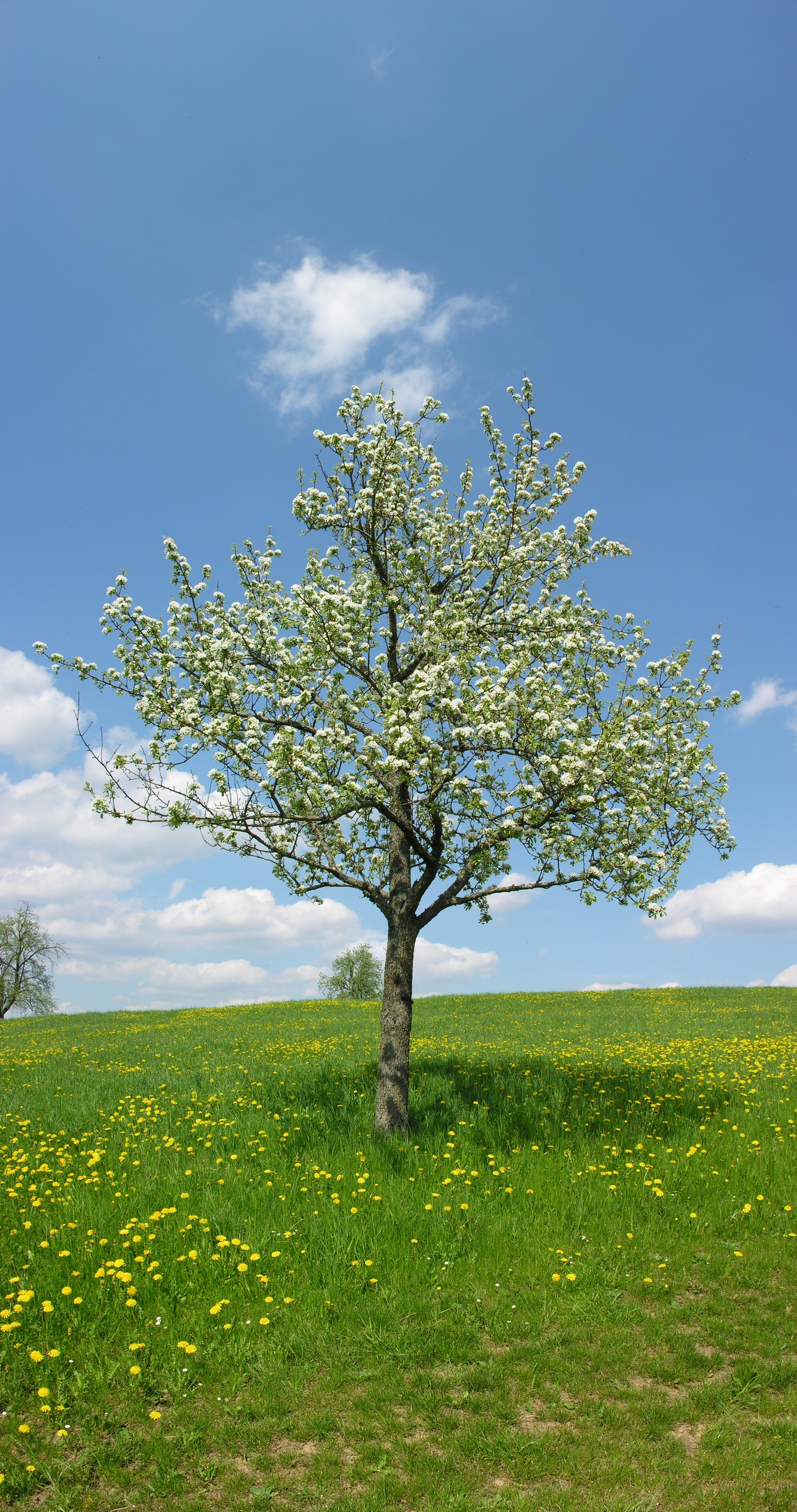
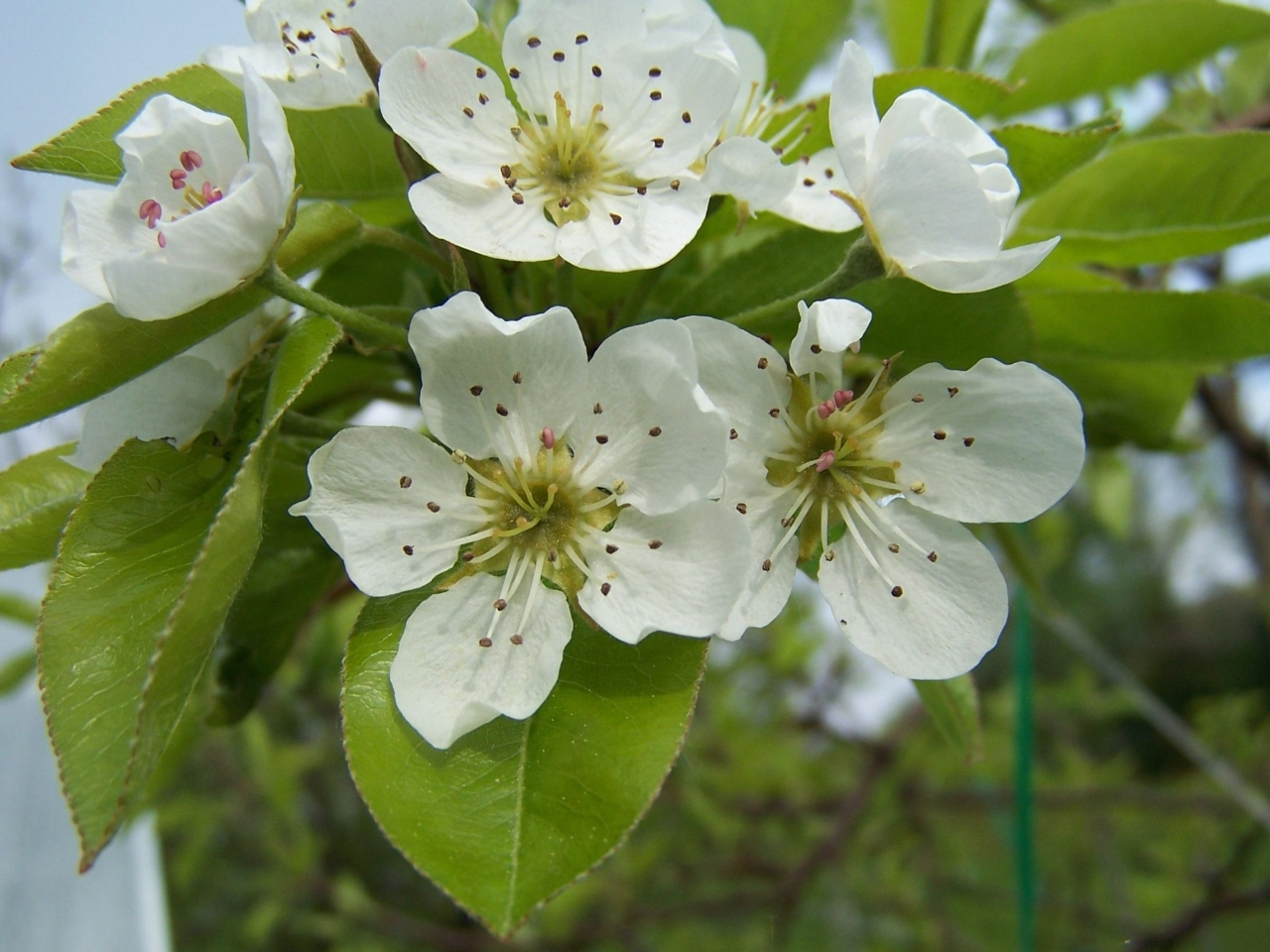
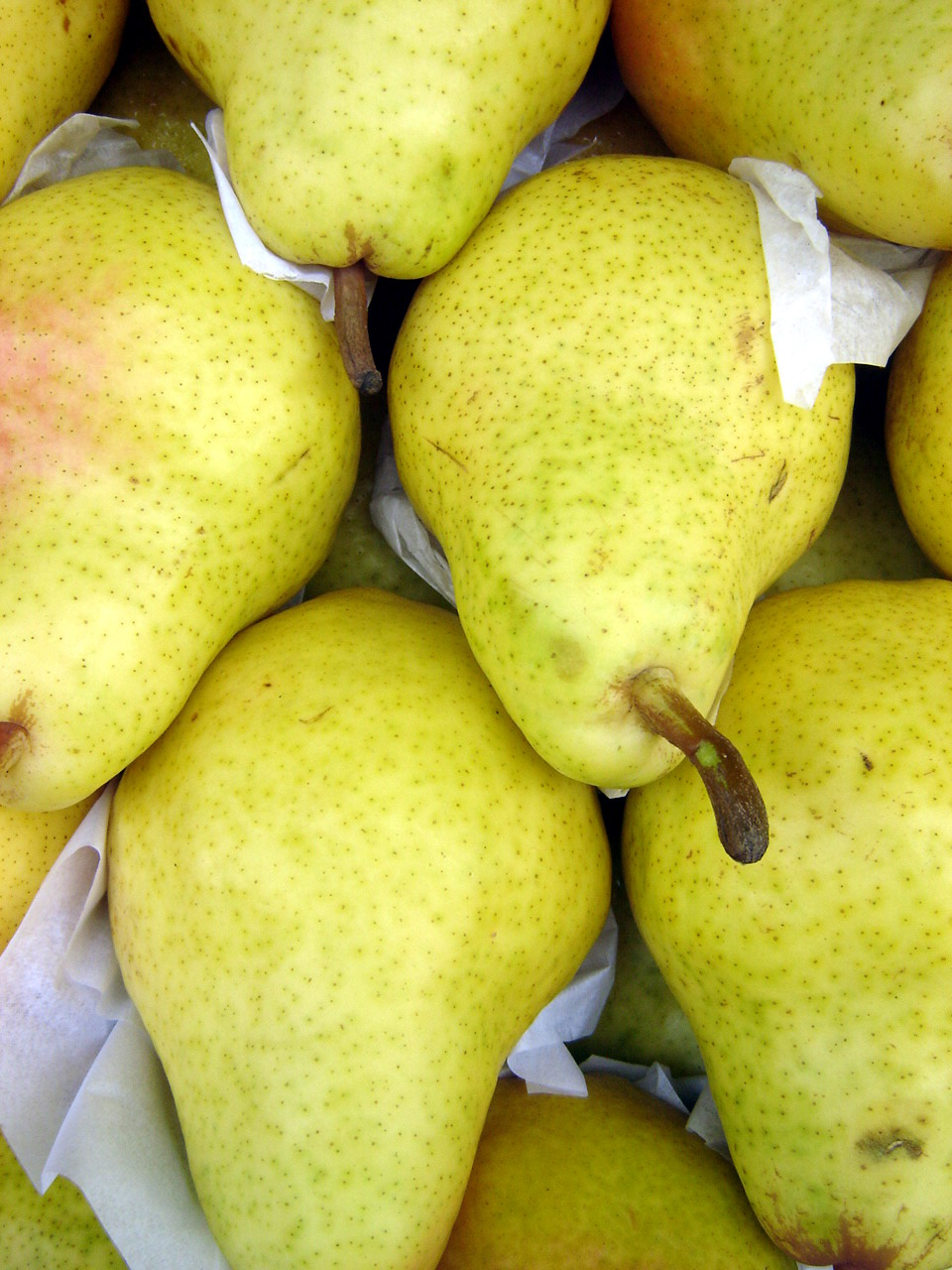
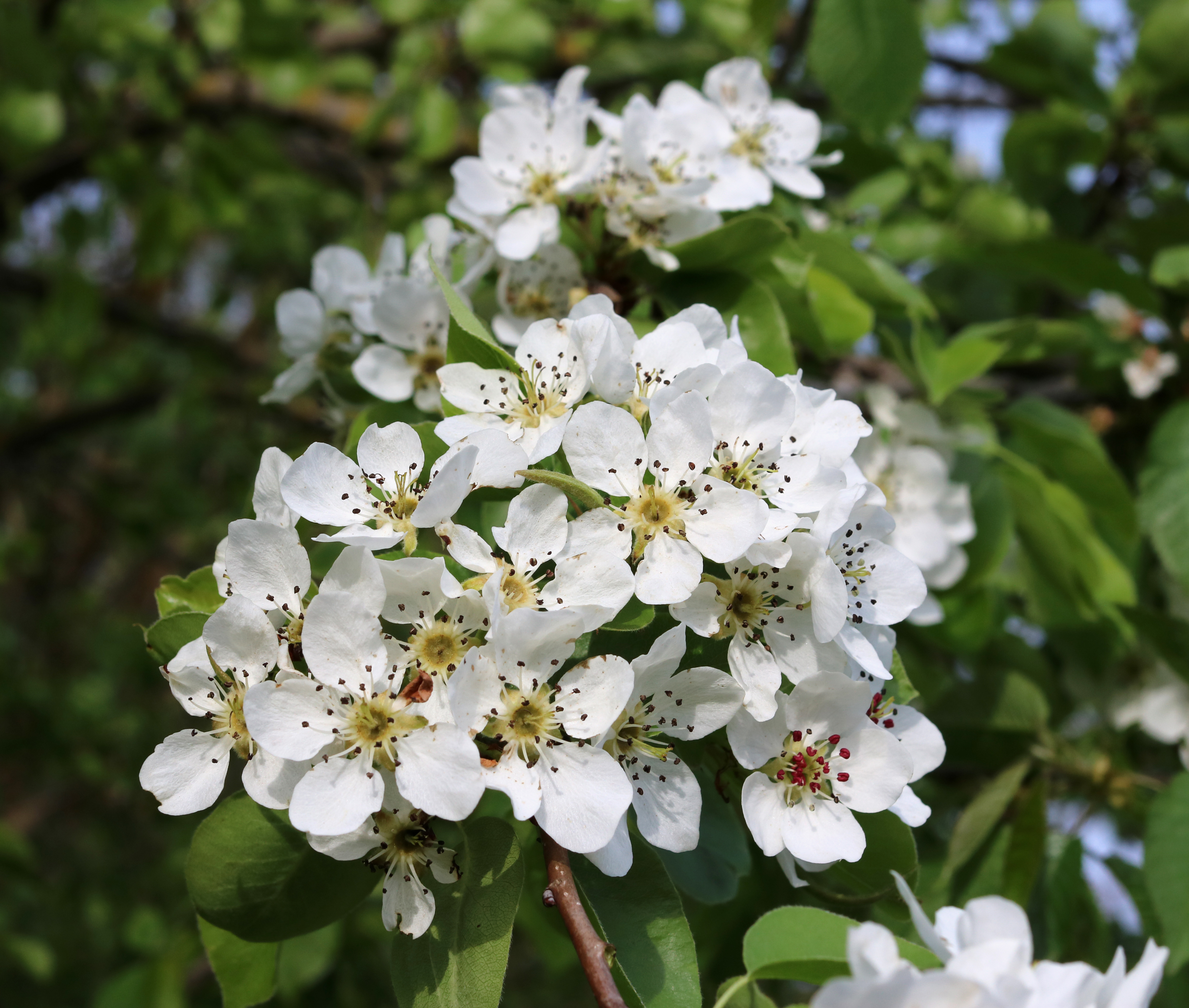
Hoa Pyrus communis tháng 4
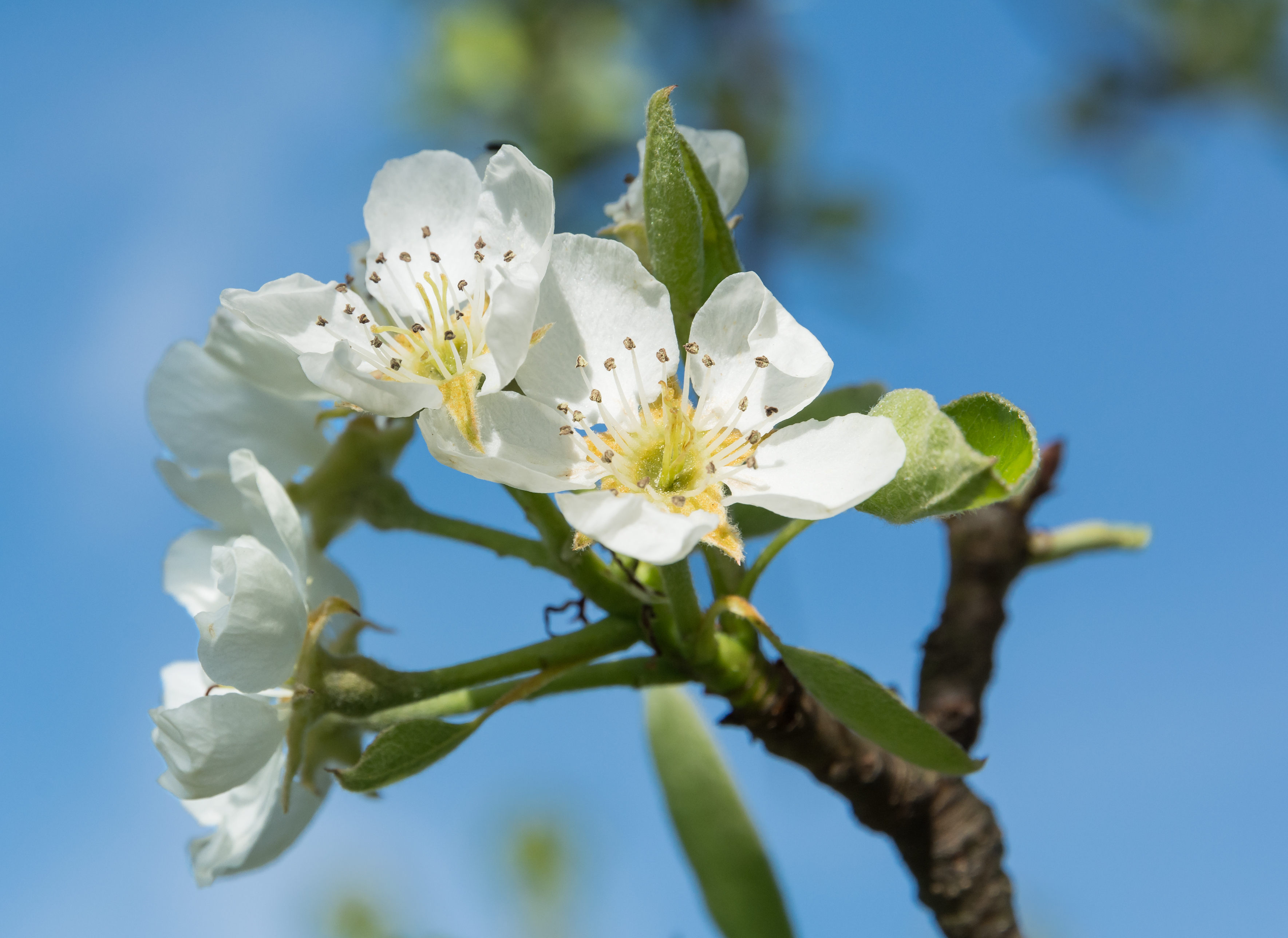